# Ашина
Родът Ашина е владетелската династия на Тюркския хаганат на гьоктюрките („небесните тюрки“). Те стават известни в началото на 6 век, когато водачът им Бумън каган се разбунтува срещу Жоужан. След смъртта на Бумън през 552 г., неговите наследници Мукан каган и Истеми хан продължават династията.
След разпадането на империята на гоктюрките, клонове на рода Ашина установяват контрол над хазарите, а може би и други народи. Според редица изследователи (Маркарт, Зеки Валиди Тоган) в продължание на десетилетия потомците на Ашина образуват своеобразна аристокрация, чиито представители управляват поредица държави в степната зона на Евразия. Според някои гоктюркски и хазарски сведения те имат свещен статут, може би близък до обожествяване, в религията на степните номади от този период.

## Eтимология
Според Х. Хаусиг и С. Клиашторни съставната дума „род на Ашин“ може да се интерпретира семантично и фонетично безпогрешно като тохарското Aāśna: ashina <āşşeiņa < āşşena със значение „тъмно синьо“.

## Произход на рода
Има две основни легенди за произхода на рода/племето Ашина:
1. Предците на тюрките живеели на края на „голямото блато“ и били изтребени от съседно племе. Живо останало само едно десетгодишно момче, на което отрязали ръцете и краката. От гладна смърт го спасила вълчица, която после станала негова жена. След като враговете все пак убили момчето, бременната от него вълчица избягала в оазиса Турфан. Там в една пещера тя родила десет синове. Те се оженили за десет местни девойки, и дали началото на първите десет рода. Един от синовете носил името Ашина, и неговото име станало име на род. Той станал вожд на новото племе (от десет рода). Впоследствие родовете се увеличили на няколкостотин. Един от наследниците на Ашина – Асян шад, заселил потомците на вълчицата в Алтай (Цин Шан), където станали поданици на жуан-жуаните (жужаните), добивайки и обработвайки за тях желязо. Там племето приело наименованието türk, което съгласно легендата било свързано с местното название на Алтайските планини.
2. Предците на тюрките произхождали от владението „Со“. Вождът на племето – Абанбу имал седемнайсет братя, един от които – Иджинишиду, е наречен „син на вълчицата“. „Со“ било унищожено от врагове, а спасилите се родове се разпръснали. Благодарение на свръхестествените способности на Иджинишиду, неговия род се оказал в най-благоприятно положение. Най-големият му син – Нодулу шад, се заселил в Цянси Джуджеши (вер. Западен Саян). Към рода на Нодулу шад, се присъединил и собствения род на Абанбу. Синът на най-младата му жена се казвал Ашина. Тъй като се оказал най-силен и ловък, той станал вожд на племето и приел името Асян шад. Наследил го неговия син или племенник – Туу. Синът на Туу – Тумин (Бумин), станал основател на каганата.
Според повечето изследователи като Ю. Зуев, А. Бернштам, Р. Фрай, В. Финдли и Д. Савинов родът Ашина произхожда от тохарските племена на Усуните. Според Зуев Усуните са родствено свързани с управляващата династия Ашина на първия тюркски хаганат.